# Peter Carstens
Peter Carstens (Brunsbüttel, 1903. szeptember 13. – Poznań, 1945. január) német genetikus, egyetemi tanár és építész és a Náci Párt Oberführere. 1930-ban lett az NSDAP tagja, csatlakozott az SA-hoz is. A Hohenheimi Egyetem professzora volt 1935-ben. 1941-ben a Poznani Egyetem rektora lett. 1944-ben a Nemzeti Szocialista Tanárok Szövetségének lett elnökségi tagja. 1945. januárjában egy csata közben halt meg.